# Pseudorabdion saravacense
Espèce
Synonymes
- Agrophis saravacensis Shelford, 1901

Statut de conservation UICN

 LC  : Préoccupation mineure
Pseudorabdion saravacense  est une espèce de serpents de la famille des Colubridae.

## Répartition
Cette espèce est endémique du Sarawak en Malaisie.

## Description
L'holotype de Pseudorabdion saravacense mesure 142 mm. Son dos est brun foncé et très iridescent et présente un collier rouge irrégulier. Une tache rouge est présente de chaque côté de sa tête, à l'angle de sa mâchoire.

## Étymologie
Son nom d'espèce, composé de saravac et du suffixe latin -ense, « qui vit dans, qui habite », lui a été donné en référence au lieu de sa découverte.

## Publication originale
- Shelford, 1901 : On two new snakes from Borneo. Annals and Magazine of Natural History, ser. 7, vol. 8, p. 516-517 (texte intégral).